# Have Rocket, Will Travel
Have Rocket, Will Travel este un film SF american din 1959 regizat de David Lowell Rich. În rolurile principale joacă actorii Jerome Cowan, Anna-Lisa, Curly Joe DeRita.

## Distribuție
- Moe Howard - Moe
- Larry Fine - Larry
- Joe DeRita - Curly Joe
- Anna-Lisa - Dr. Ingrid Naarveg
- Robert Colbert - Dr. Ted Benson
- Jerome Cowan - Mr. Morse
- Don Lamond - The Venusian Robot/Reporter/Narrator
- Robert Stevenson - Voice of The Thingtz
- Dal McKennon - Voice of Uni the Unicorn